# (305543) 2008 QY40
(305543) 2008 QY40 ist ein großes transneptunisches Objekt im Kuipergürtel, das bahndynamisch als Scattered Disk Object (SDO) eingestuft wird. Aufgrund seiner Größe gehört der Asteroid möglicherweise zu den Zwergplanetenkandidaten.

## Entdeckung
2008 QY40 wurde am 25. August 2008 von einem Astronomenteam, bestehend aus Meg Schwamb, Mike Brown und David Lincoln Rabinowitz, mit dem 1,2-m-Oschin-Schmidt-Teleskop am Palomar-Observatorium des California Institute of Technology (Kalifornien) entdeckt. Die Entdeckung wurde am 3. Januar 2009 bekanntgegeben, der Planetoid erhielt später von der IAU die Kleinplaneten-Nummer 305543.
Der Beobachtungsbogen des Planetoiden beginnt mit der offiziellen Entdeckungsbeobachtung am 25. August 2008. Seither wurde der Planetoid durch verschiedene erdbasierte Teleskope beobachtet. Im April 2017 lagen insgesamt 88 Beobachtungen über einen Zeitraum von 7 Jahren vor. Die bisher letzte Beobachtung wurde im Juli 2015 am Pan-STARRS-Teleskop (PS1) (Maui) durchgeführt. (Stand 24. März 2019)

## Eigenschaften

### Umlaufbahn
2008 QY40 umkreist die Sonne in 488,43 Jahren auf einer stark elliptischen Umlaufbahn zwischen 36,81 AE und 87,22 AE Abstand zu deren Zentrum. Die Bahnexzentrizität beträgt 0,406, die Bahn ist 25,18° gegenüber der Ekliptik geneigt. Derzeit ist der Planetoid 36,92 AE von der Sonne entfernt. Das Perihel durchläuft er das nächste Mal 2023, der letzte Periheldurchlauf dürfte also im Jahre 1535 erfolgt sein.
Sowohl Marc Buie (DES) als auch das Minor Planet Center klassifizieren den Planetoiden als SDO; letzteres führt ihn auch allgemein als «Distant Object».

### Größe
Derzeit wird von einem Durchmesser von 329 km ausgegangen, basierend auf einem Rückstrahlvermögen von 8 % und einer absoluten Helligkeit von 5,8 m. Ausgehend von diesem Durchmesser ergibt sich eine Gesamtoberfläche von etwa 340.000 km2. Die scheinbare Helligkeit von 2008 QY40 beträgt 21,26 m.
Da es denkbar ist, dass sich 2008 QY40 aufgrund seiner Größe im hydrostatischen Gleichgewicht befindet und somit weitgehend rund sein könnte, erfüllt er möglicherweise die Kriterien für eine Einstufung als Zwergplanet. Mike Brown geht davon aus, dass es sich bei 2008 QY40 um vielleicht einen Zwergplaneten handelt.
| Jahr                                         | Abmessungen km | Quelle              |
| -------------------------------------------- | -------------- | ------------------- |
| 2013                                         | 383,27         | LightCurve DataBase |
| 2018                                         | 352,0          | Johnston            |
| 2018                                         | 329,0          | Brown               |
| Die präziseste Bestimmung ist fett markiert. |                |                     |